# Atherigona annobonensis
Atherigona annobonensis este o specie de muște din genul Atherigona, familia Muscidae, descrisă de Peris în anul 1963.
Este endemică în Annobón. Conform Catalogue of Life specia Atherigona annobonensis nu are subspecii cunoscute.